# Луций Волькаций Тулл (консул 66 года до н. э.)
Луций Волькаций Тулл (лат. Lucius Volcacius Tullus; около 109 — после 46 гг. до н. э.) — древнеримский политический деятель, консул 66 года до н. э. Упоминается в источниках в связи с первым заговором Катилины.

## Биография
Луций Волькаций принадлежал к незнатному плебейскому роду, представители которого упоминаются в источниках, начиная примерно с 100 года до н. э. Луций стал первым консулом из этого рода. Номен Волькаций (Volcacius) иногда пишется как Volcatius.
О жизни Луция Волькация до консулата мало что известно. Если он был избран консулом в свой год (suo anno), то дата его рождения — 109 год до н. э. В начале карьеры Тулл потерпел поражение на выборах эдилов, но позже всё-таки занял эту должность. Не позже 69 года до н. э., учитывая требования Корнелиева закона, он должен был пройти через претуру, а в 66 году до н. э. стал консулом вместе с патрицием Манием Эмилием Лепидом.
О событиях консульского года источники дают мало информации. 1 января Тулл и Лепид председательствовали на заседании сената, где обсуждался законопроект народного трибуна Гая Манилия о новом порядке голосования для вольноотпущенников (последние должны были подавать голоса вместе с бывшими хозяевами); эта инициатива была отвергнута. Накануне очередных выборов магистратов Луций Волькаций, собрав предварительно совет (consilium), решил не допускать до выборов Луция Сергия Катилину, претендовавшего на консулат; по данным Аскония Педиана, причиной тому был предстоявший Катилине суд за вымогательства в провинции, а по данным Саллюстия, кандидат просто не успел вовремя подать заявку. Но исследователи полагают, что обе причины выдуманы античными авторами: как обладатель консульского империя Тулл мог отстранить кандидата без формальных оснований и, по-видимому, воспользовался этим правом. Реальной причиной могло быть желание Луция Волькация поддержать другого соискателя, Луция Манлия Торквата, который и выиграл выборы. А Катилине Тулл дал взамен поддержку в суде, обеспечившую оправдательный приговор.
В последний день 66 года до н. э. Катилина был замечен вооружённым на форуме. Марк Туллий Цицерон позже заявил, что Луций Сергий хотел в тот день убить консулов; большинство исследователей полагает, что имелись в виду избранные консулы, Луций Манлий Торкват и Луций Аврелий Котта, но существует мнение, что планировалось убийство Тулла и Лепида. Впрочем, вся эта история может быть пропагандистским мифом, созданным врагами Гая Юлия Цезаря.
После консулата Луций Волькаций время от времени упоминается в источниках. При этом ясно, что в политической жизни Рима он был второстепенной фигурой. О консульстве Цицерона и, в частности, о расправе над катилинариями, он составил положительное мнение. Известно, что Тулл участвовал в заседаниях сената в декабре 57 года до н. э. и в феврале 56 года до н. э., на которых обсуждалось возвращение египетского престола Птолемею XII; в 54 году до н. э. он был в числе консуляров, которые поддержали представшего перед судом Марка Эмилия Скавра.
В начале 49 года до н. э., когда внутриполитический кризис перерос в гражданскую войну между Помпеем и Цезарем, Луций Волькаций находился в Риме. Он выступал за мирное урегулирование конфликта. На заседании сената 14 или 15 января Тулл предложил начать переговоры, но его инициативу отклонили. 1 апреля он снова был в сенате — на этот раз уже по приглашению Цезаря. После этого Луций упоминается в источниках только один раз: в сентябре или октябре 46 года до н. э. он присутствовал на заседании сената, где решалась судьба изгнанника Марка Клавдия Марцелла, и был единственным, кто не поблагодарил диктатора за разрешение Марцеллу вернуться на родину. По словам Цицерона, Тулл «сказал, что он, если бы он был на этом месте, не поступил бы так», и толкование этих слов может быть двояким: либо Тулл не простил бы Марцелла на месте Цезаря, либо он не принял бы прощение Цезаря на месте Марцелла.
О дальнейшей судьбе Луция Волькация ничего не известно.

## Потомки
У Луция Волькация был сын того же имени, ставший консулом в 33 году до н. э. Существует гипотеза, что сыном Луция-старшего был и Гай Волькаций Тулл (умер вскоре после 48 года до н. э.), легат в армии Цезаря; согласно альтернативному мнению, это был не сын, а племянник.